# Виновная мать (опера)
Виновная мать (фр. La Mère coupable, иногда переводится как «Преступная» или «Грешная мать») — опера в трёх актах Дариюса Мийо на либретто его жены Мадлены Мийо по мотивам одноименной пьесы де Бомарше, части трилогии о Фигаро. Премьера состоялась в Женевском Большом театре 13 июня 1966 года, под руководством Сержа Бодо.

## Действующие лица
| Роль                             | Голос         | Исполнители на премьере 13 июня 1966 (Дирижер: Серж Бодо) |
| -------------------------------- | ------------- | --------------------------------------------------------- |
| Граф Альмавива                   | баритон       | Луи Килико                                                |
| Розина, графиня                  | сопрано       | Филлис Кёртин                                             |
| Господин Леон, его сын           | тенор         | Эрик Таппи                                                |
| Флорестина, воспитанница графини | колоратура    | Анн-Мари Саньяль                                          |
| Бежер                            | баритон       | Жак Дюсе                                                  |
| Фигаро, слуга Альмавивы          | баритон       | Жан-Кристоф Бенуа                                         |
| Сюзанна, его жена                | меццо-сопрано | Кора Канн-Мейер                                           |
| Метр Фаль                        | бас           | Жозе ван Дам                                              |